# Rullstolsbasket

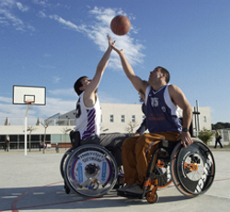
Rullstolsbasket.

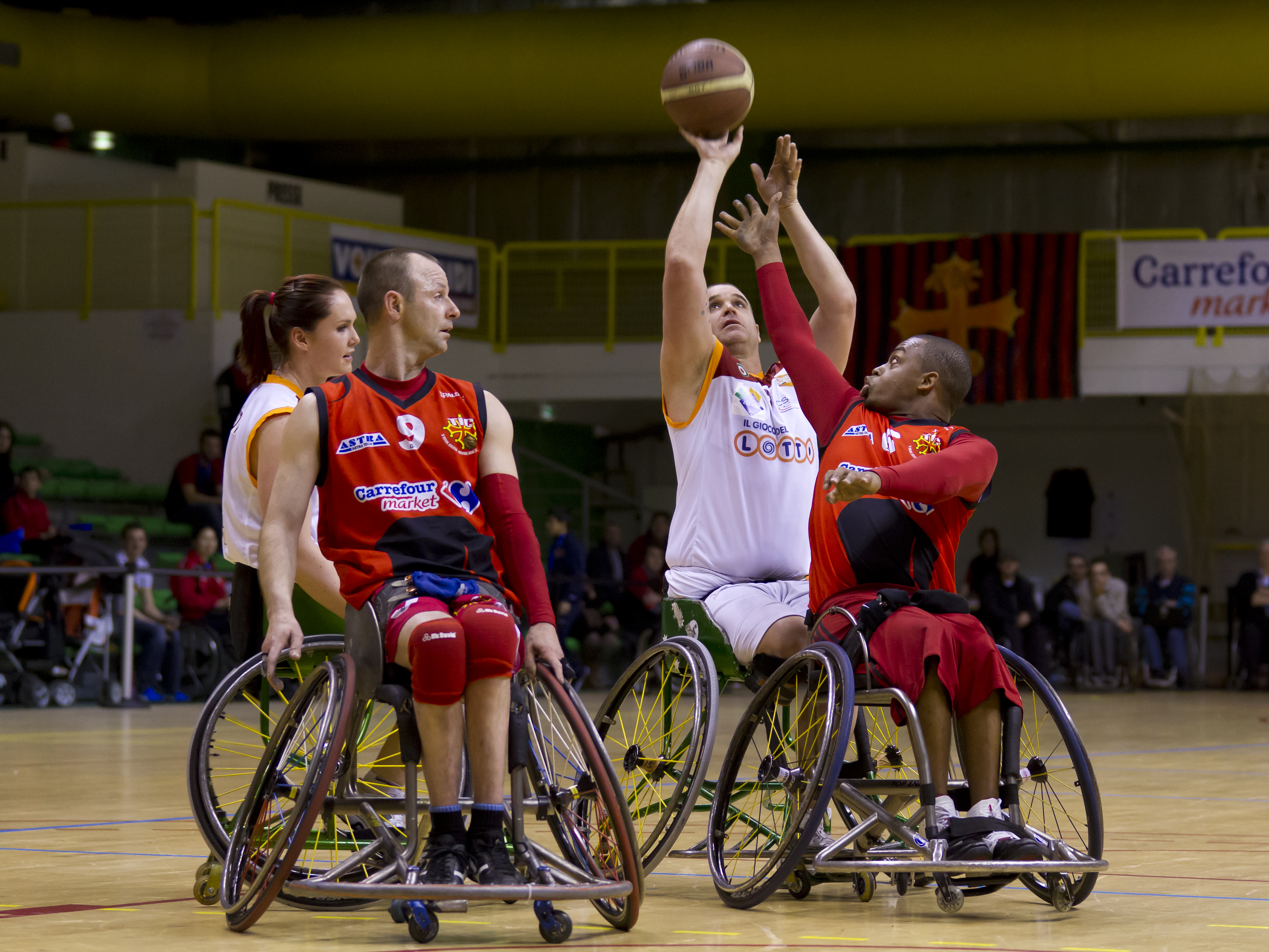
Rullstolsbasket vid Euroleague 2012.

Rullstolsbasket är basketboll för personer som använder rullstol. Den första officiella matchen spelades i USA 1946. Världsmästerskap och Europamästerskap spelas, och grenen ingår även i Paralympiska spelen. På internationell nivå administreras rullstolsbasket av International Wheelchair Basketball Federation. I Sverige administreras rullstolsbasket av Svenska Basketbollförbundet.
Rullstolsbasket spelas med samma regler som basket men det finns speciella regler för rullstolen och hur den hanteras. 
Spelarna klassificeras efter handikapp från 1 till 4,5 poäng. Lägsta poäng får spelare som är förlamade från bröstkorgen och nedåt och spelare som är lätt förlamade och friska får högsta poäng. I landskamper får laget endast ha spelare med tillsammans 14 poäng på spelplanen samtidigt.

## Rullstolsbasket i världen

### Sverige
- 1956 - Organiserad rullstolsbasket börjar spelas i Sverige.[1]
- 1970 - Första svenska herrlandslaget bildas.
- 1976 - Första svenska mästerskapet spelas.
- 1981 - Norrbacka HIF vinner Europacupen
- 1983 - Sverige tar brons i VM.
- 1984 - Sverige tar brons i OS.
- 1994 - Rullstolsbasketverksamheten i Sverige tas över av Svenska Basketbollförbundet.
- 1999 - Sveriges herrar blir femma i EM och kvalar in till Paralympiska sommarspelen 2000.
- 2000 - Sveriges herrar blir sjua i Paralympiska spelen
- 2005 - Sveriges herrar tar EM-brons och kvalar in till sig till VM 2006
- 2006 - Sveriges herrar slutar sexa i VM.
- 2007 - Sveriges herrar vinner EM-guld och kvalar in till Paralympiska sommarspelen 2008.
- 2008 - SM vanns av Norrköping Dolphins.
- 2009 - SM vanns av Norrköping Dolphins.
- 2010 - SM vanns av Norrköping Dolphins.
- 2010 - Euroleague 3 samt Challenge Cup 2010 vanns av Norrköping Dolphins.
- 2010 - Sveriges U22 tar guld i EM.
- 2015 - Åland D22 vann över Sverige